# Andevo

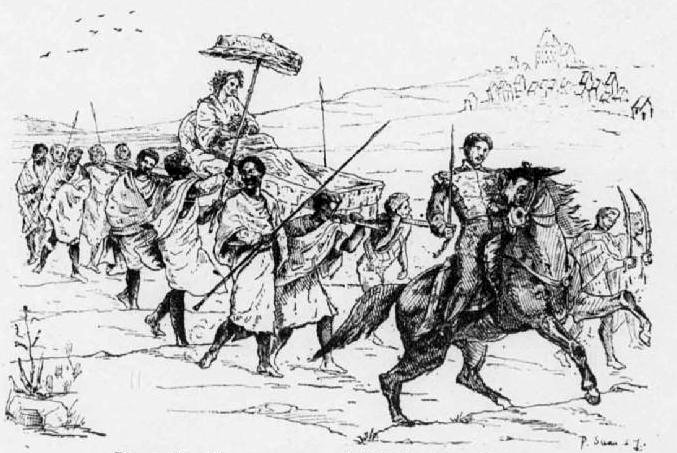
Malagasy-Sklaven (Andevo) tragen Königin Ranavalona I. von Madagaskar.

Andevo waren die Sklaven, eine der historischen drei Kasten im Königreich Madagaskar (Merina) von Madagaskar zusammen mit den Andriana (Adligen) und den Hova (Freien Bürgern). „Andevo“ und andere soziale Kasten gab es auch in anderen großen ethnischen Gruppen der Malagasy, zum Beispiel den Betsileo.

## Geschichte
Im und nach dem 16. Jahrhundert wurden in den verschiedenen Königreichen in Madagaskar Sklaven gehalten, um Plantagen zu bewirtschaften. Die malagasy, die swahili und die europäischen Händler und Adligen vervielfachten damit ihre Produktions- und Handelskapazitäten. Diese Geschäfte und Plantagen wurden mit importierten Sklaven bestückt. Die größte Gruppe von Sklaven wurde von den ’Umani-Arabern und den Franzosen ins Land gebracht. Die Stämme von Mozambique waren die Hauptopfer der Nachfrage nach Sklaven. Von dort wurden viele Sklaven entführt und nach Madagaskar exportiert. Diese Sklaven erhielten die Bezeichnung „Andevo“. Die Sklaverei wurde von der französischen Kolonialverwaltung 1896 offiziell abgeschafft, wodurch auch das Schicksal der durch Sklaven betriebenen Plantagen der Merina und anderer Stämme besiegelt wurde.
Die Kaste der Andevo in der Gesellschaft der Merina bildete die Schicht der Hausangestellten und Plantagenarbeiter. Ihre traditionell erblich weitergegebenen Beschäftigungen waren einfache Arbeiten und Kunsthandwerk und sie bildeten einen großen Prozentsatz der Bevölkerung. Die Andevo wurden auch als Mainty bezeichnet und hatten kein Recht Land zu besitzen. Ein Hova (Freier Bürger) konnte aufgrund von Verbrechen oder Schulden zum Sklaven gemacht werden und in diesem Zustand wurde er dann nicht als „Andevo“ bezeichnet, sondern als Zaza-hova.
Die Andevo und andere soziale Schichten waren in den Kulturen der Merina und der Betsileo endogam. Nach den Memoiren von William Ellis von 1838 war es Sklaven nicht erlaubt Hova oder sogar Adlige zu heiraten. Die Andevo wurden als olana maloto („unreine Menschen“) angesehen im Gegensatz zu den Hova und Andriana, die als olona madio („reine Menschen“) angesehen wurden. Die vorausgesetzte „Unreinheit“ wa der Hauptgrund für das historische Tabu der Mischehen zwischen Andevo und den anderen Bevölkerungsschichten in der Malagasy-Gesellschaft.